# Mundera Bazar
Mundera Bazar é uma cidade e uma nagar panchayat no distrito de Gorakhpur, no estado indiano de Uttar Pradesh.

## Demografia
Segundo o censo de 2001, Mundera Bazar tinha uma população de 11,226 habitantes. Os indivíduos do sexo masculino constituem 52% da população e os do sexo feminino 48%. Mundera Bazar tem uma taxa de literacia de 69%, superior à média nacional de 59.5%: a literacia no sexo masculino é de 76% e no sexo feminino é de 62%. Em Mundera Bazar, 14% da população está abaixo dos 6 anos de idade.